# Edelweiss

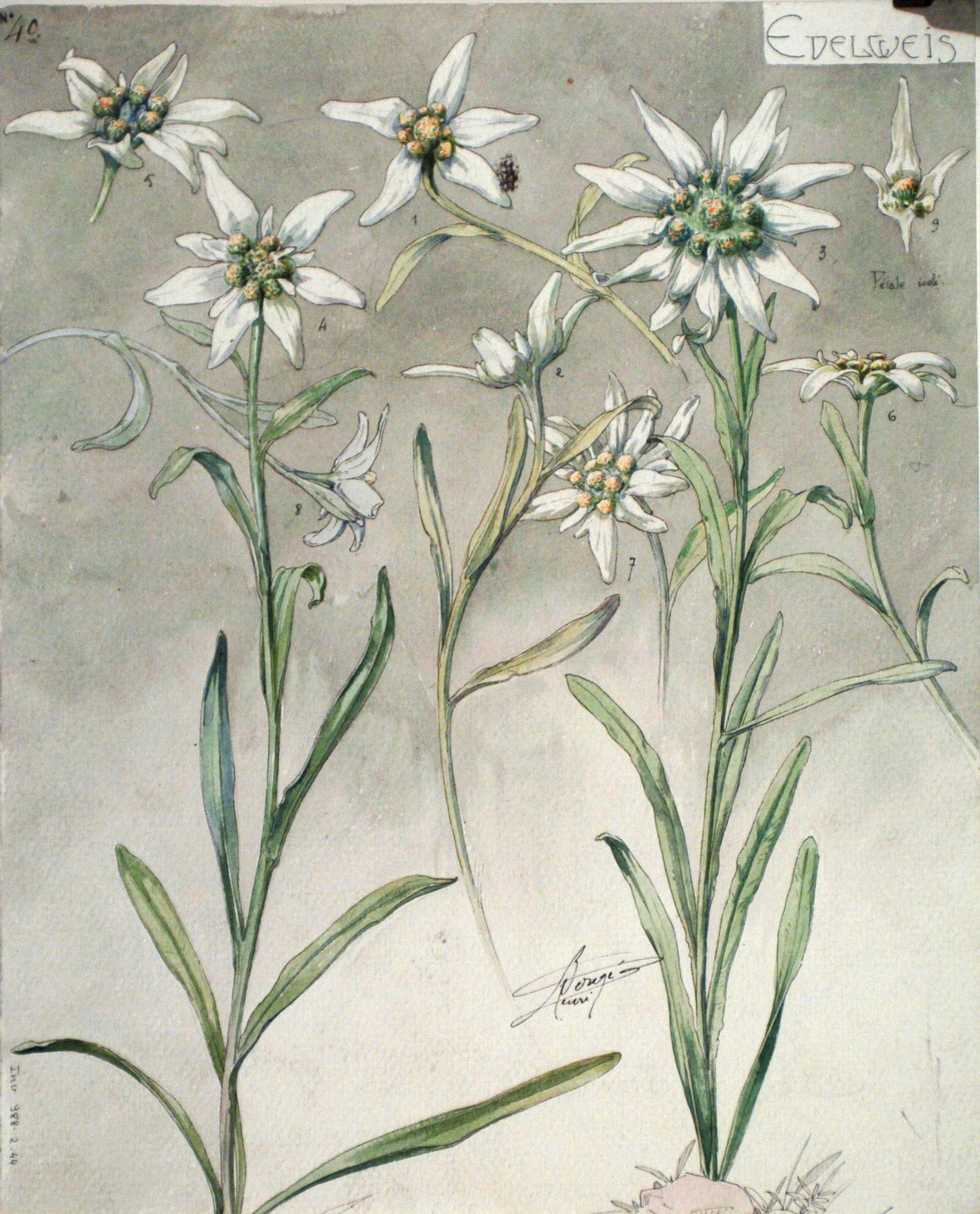
Étude d'edelweiss, début du XXe siècle, Henri Bergé, au musée de l’École de Nancy.

Leontopodium alpinum
Pour les articles homonymes, voir Edelweiss (homonymie).
Espèce
Classification phylogénétique
Statut de conservation UICN

 LC  : Préoccupation mineure
L'Édelweiss, ou Edelweiss (Leontopodium nivale subsp. alpinum ou simplement Leontopodium alpinum), est une espèce de plantes à fleurs de la famille des Astéracées.
C'est l'une des plus célèbres plantes de montagne, en partie en raison de sa rareté. Son nom provient de l'allemand edel, « noble », et weiß, « blanc ». En Suisse, l'edelweiss est souvent utilisé comme un véritable emblème national.
L'Édelweiss a plusieurs noms utilisés en France, comme Pied-de-lion, Gnaphale à pied de lion, Étoile d'argent, Étoile des neiges ou encore Étoile des glaciers.

## Description
C'est une plante herbacée vivace, qui mesure de 3 à 20 cm de haut ;
- Feuilles : feutrées de poils blancs laineux (tomenteuses) ;
- Fleurs : feutrées de poils blancs laineux avec une inflorescence caractéristique en assemblage de 5 à 6 petits capitules jaunes (1/2 cm) entourés de folioles disposées en étoile (inflorescence composée : super capitule formée d'un capitule de capitules) ;
- Floraison : de juillet à septembre ;
- Pollinisation : essentiellement (80 %) par des mouches. Le nectar d'edelweiss contient des acides aminés nécessaires à leur métabolisme[5] ;
- Toxicité : non ;
- Pharmacopée : utilisé en médecine populaire contre les douleurs abdominales, les angines, les bronchites et les diarrhées ou dysenteries[réf. nécessaire]. L'industrie cosmétique s'intéresse à ses vertus antioxydantes.

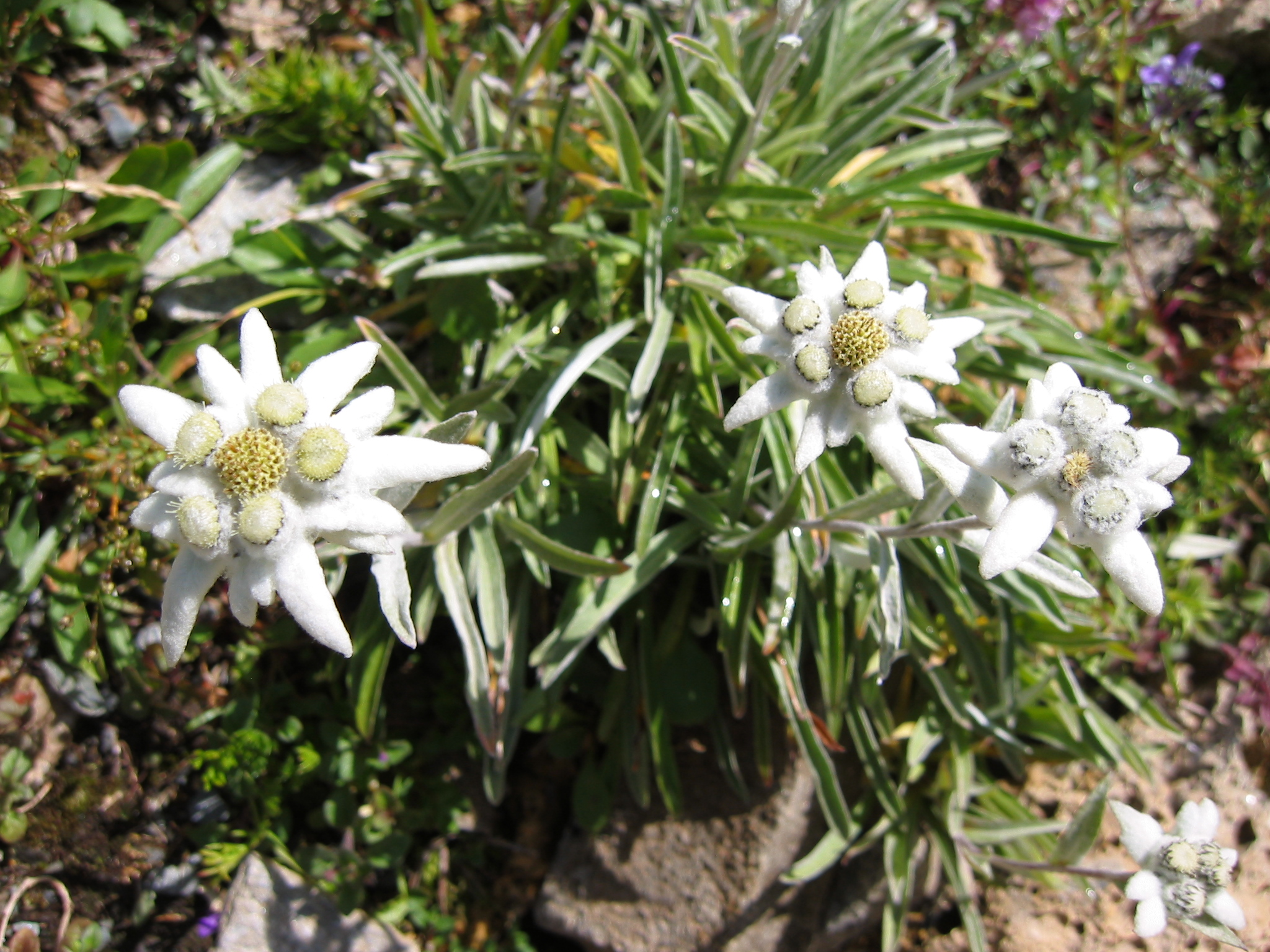
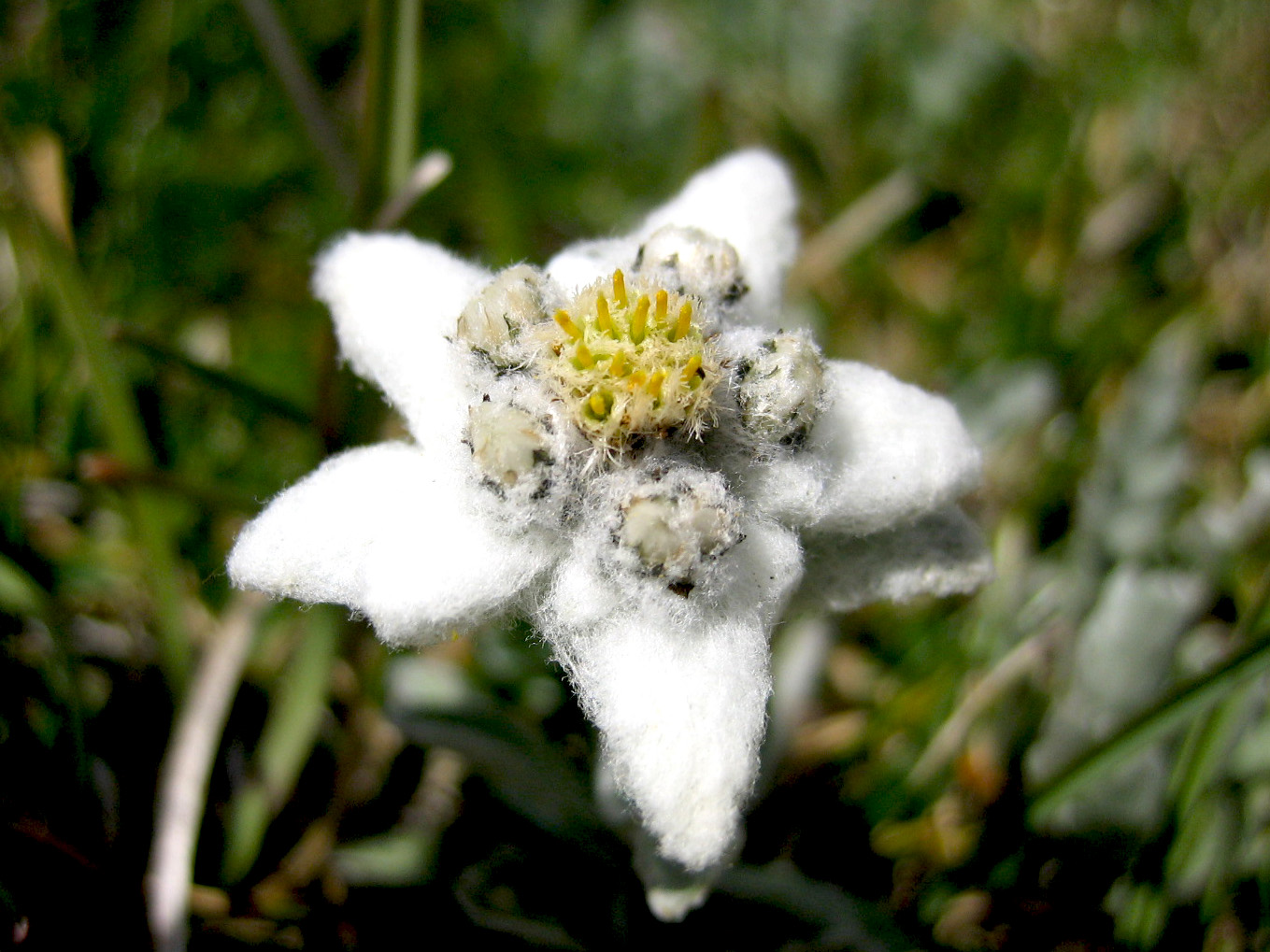
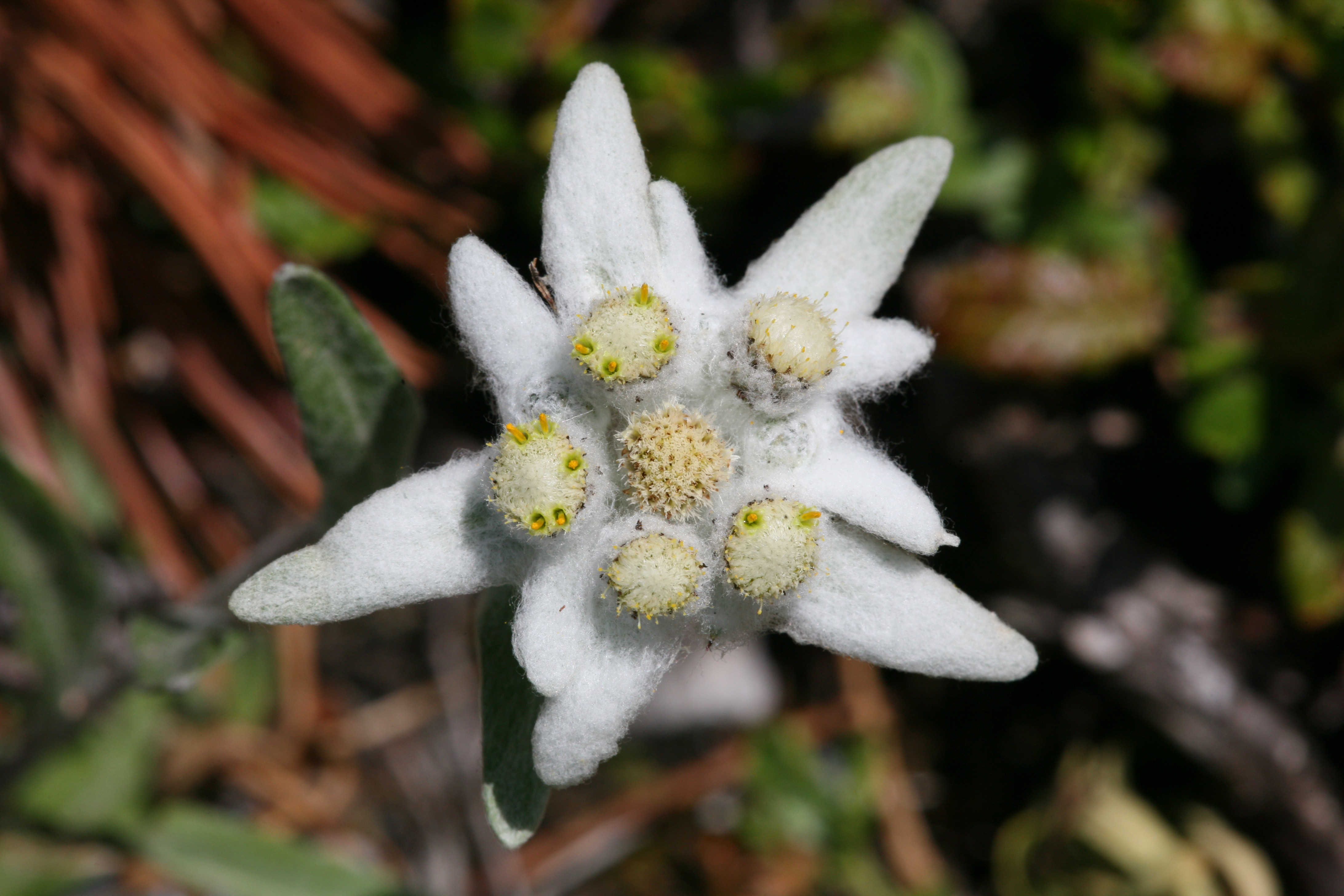
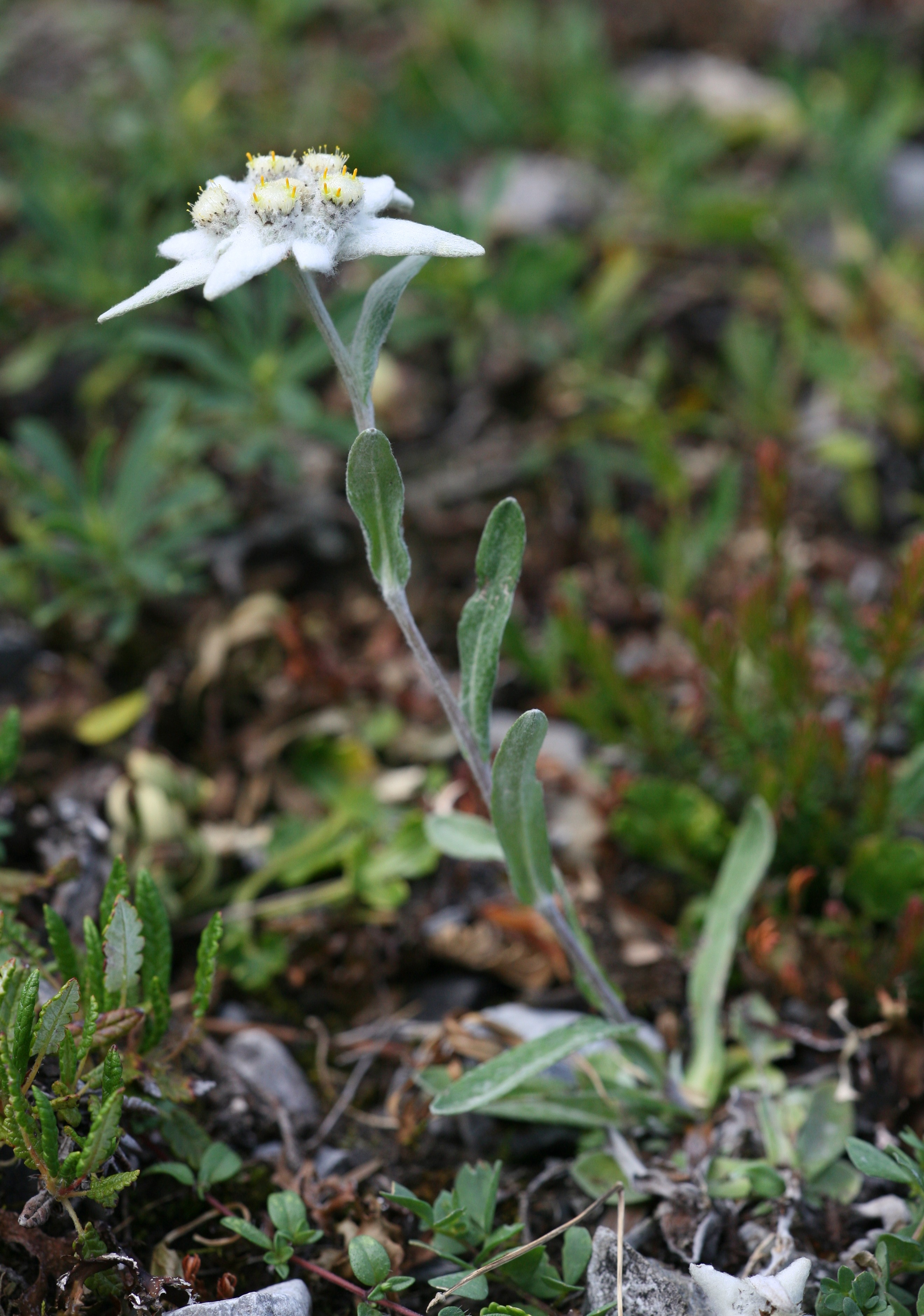
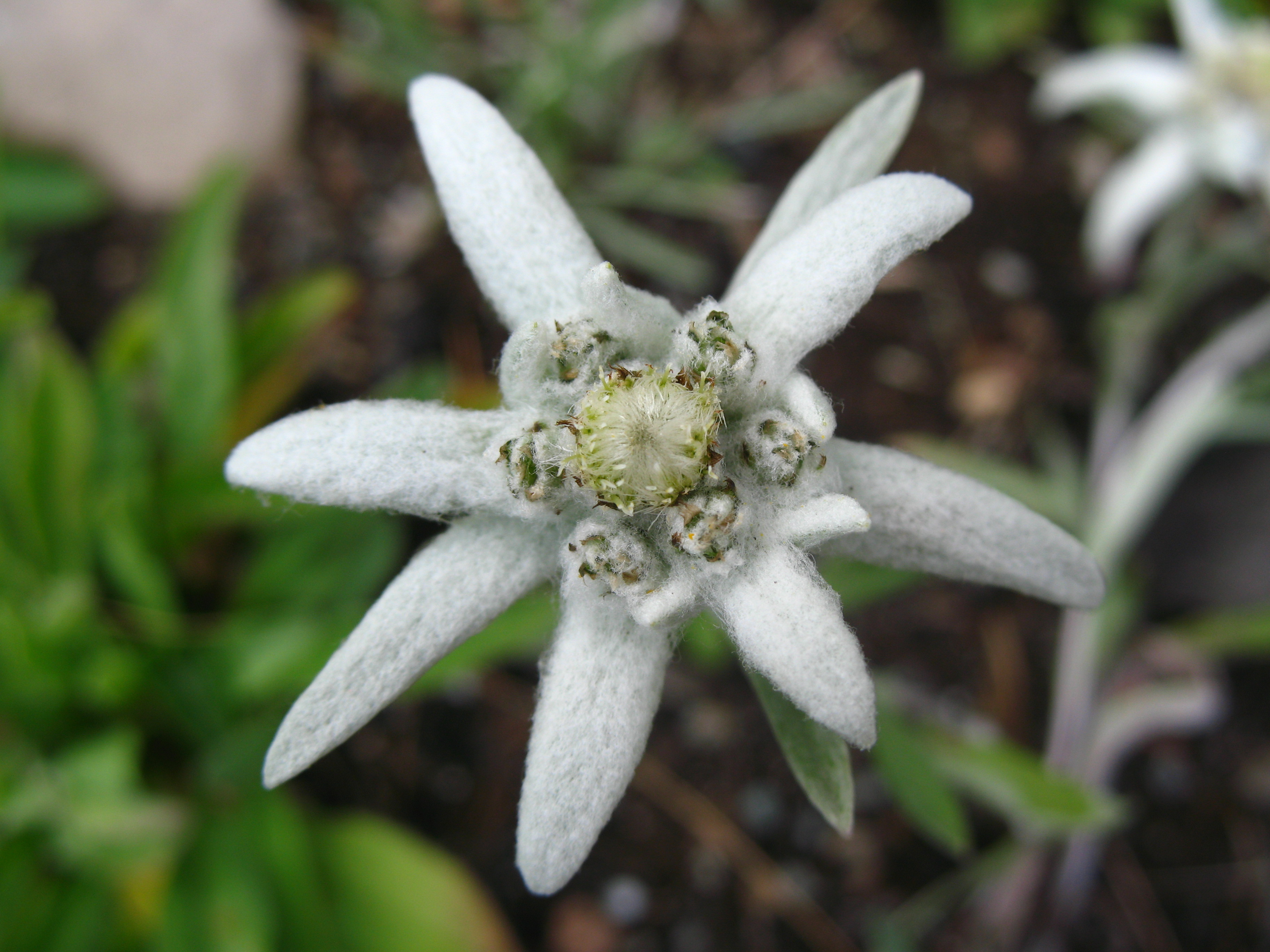
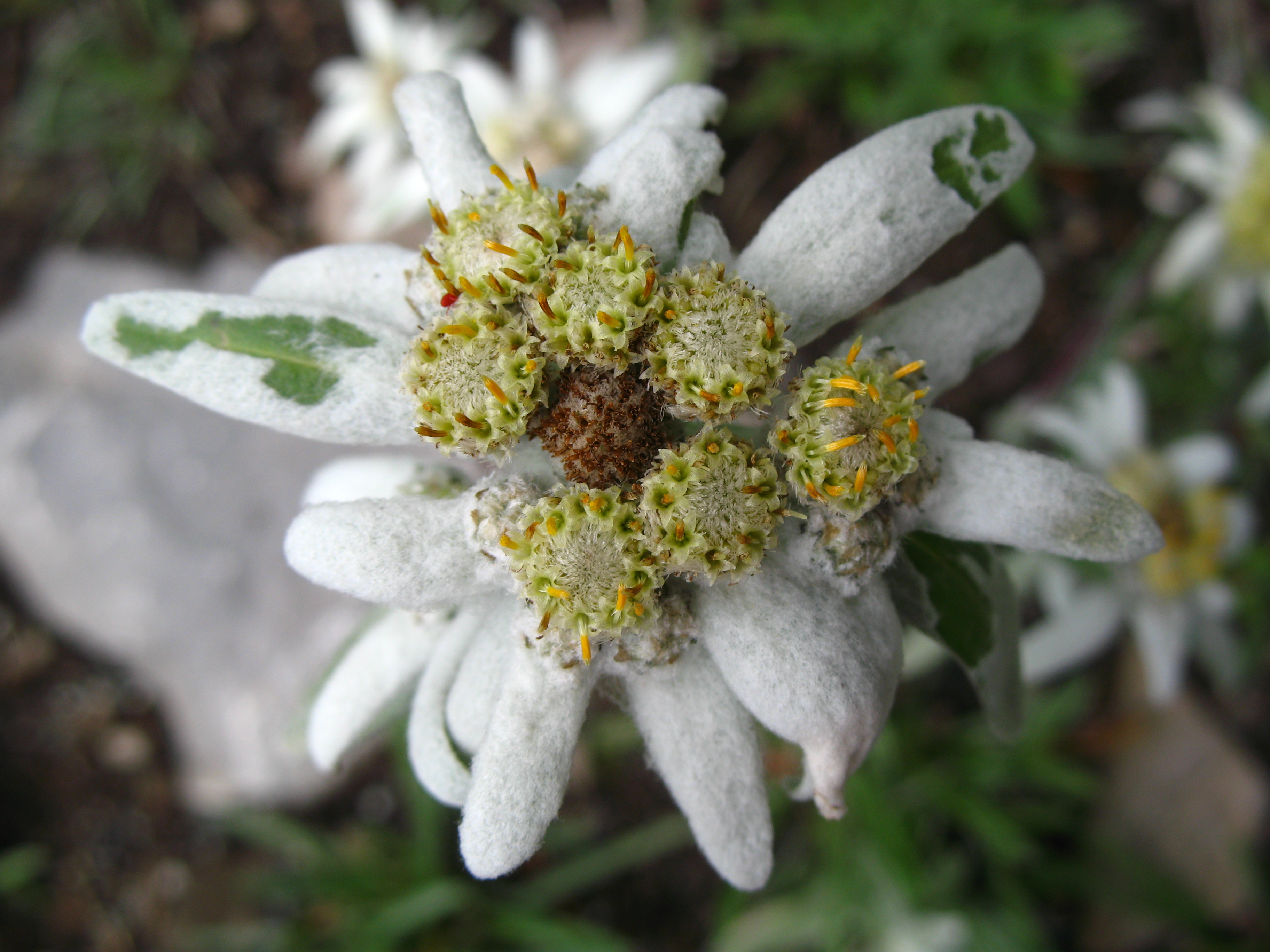

## Répartition et habitat
- Habitat : pelouses rocailleuses, vires rocheuses, prairies de fauche (plus rarement), inégalement répartie, préfère les terrains calcaires de haute altitude
- Altitude : moyenne de 1 270 à 3 000 mètres d'altitude[4]
- Répartition géographique : Europe, Asie[4]

## Utilisation
L'edelweiss est cultivé en Valais et est utilisé par l'industrie cosmétique pour ses propriétés anti-inflammatoires et la valeur marketing de son image. On le trouve également dans certains produits gastronomiques comme le chocolat ou la fondue, ainsi qu'en liqueur.

## Protection
Cette plante est protégée dès 1874 en Allemagne et en Autriche puis dès 1879 en Suisse.

## Dans la culture

### Langage des fleurs
Dans le langage des fleurs, l'edelweiss symbolise le noble souvenir d'un amour passé.

### Imagerie populaire
Dans le Tyrol, et dans l'arc alpin en général, l'edelweiss représenterait la pureté et l'amour et la coutume voulait que, le jour du mariage, le fiancé en offre un bouquet à sa promise, toute une imagerie populaire s'est développée dans les régions alpines et a influencé de nombreuses personnes,,.

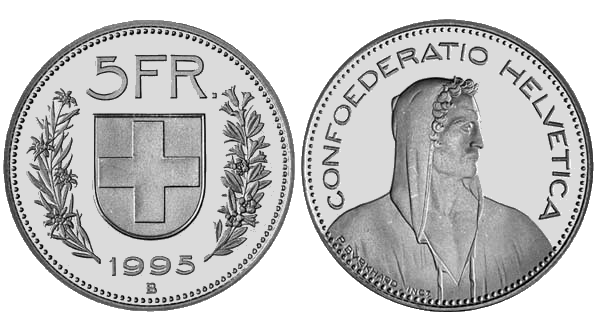
Pièce de 5 francs suisses.
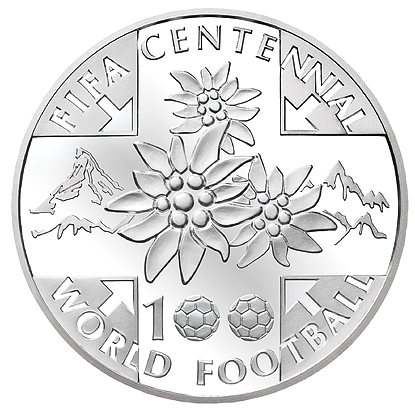
Pièce commémorative de la FIFA, 2004 Graveur : Joaquin Jimenez.
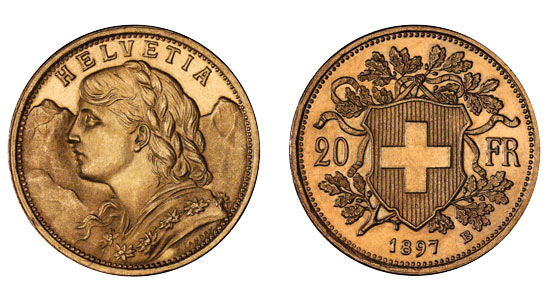
Le Vreneli de 20 francs.
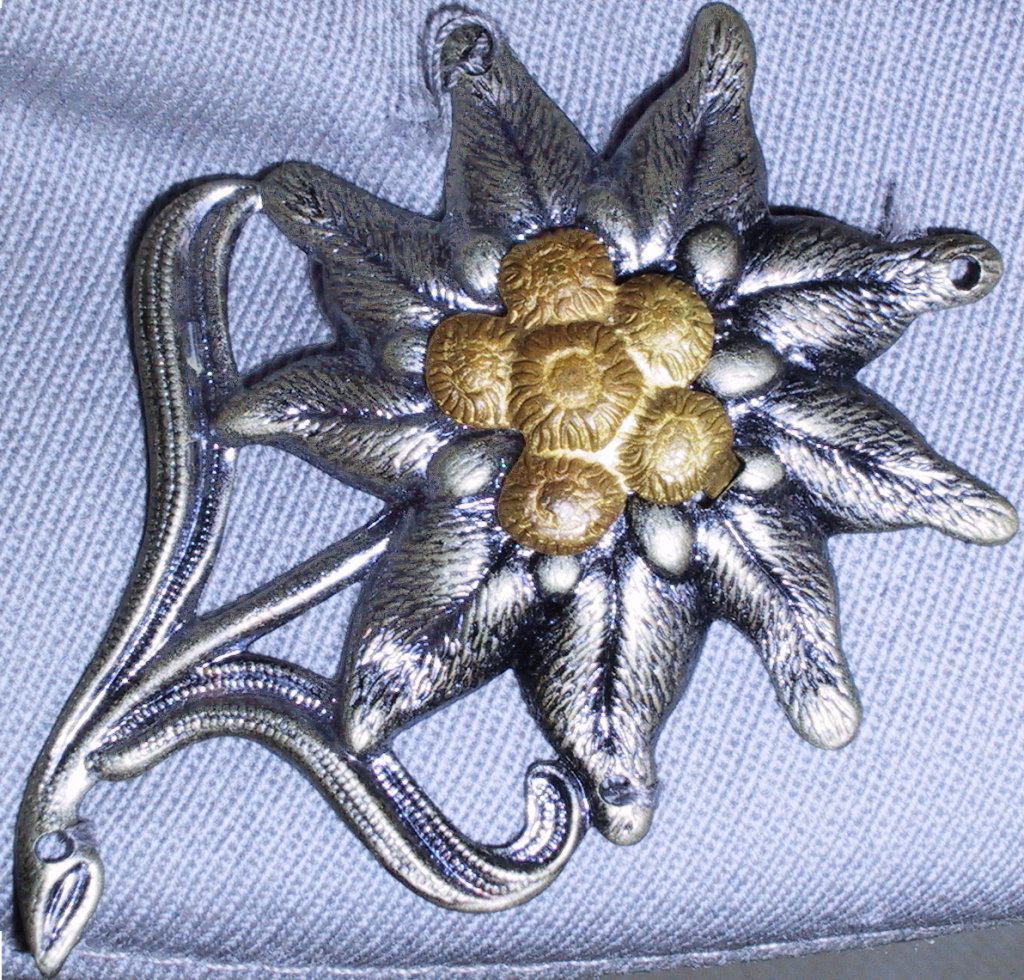
Insigne des troupes de montagne en Autriche et en Allemagne.
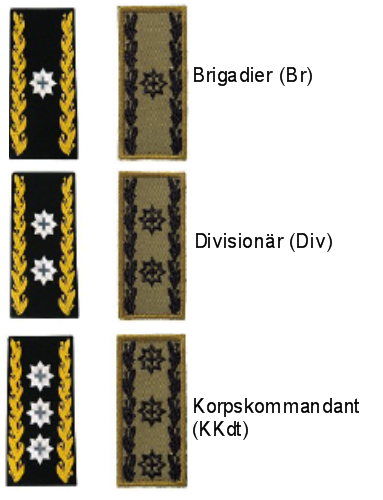
Insignes de grades de l'Armée suisse : Brigadier, Divisionnaire, Commandant de corps.

### Bande dessinée
Dans l'album Astérix chez les Helvètes, le voyage d'Astérix et Obélix en Helvétie a pour but de trouver un edelweiss, appelé ici par son surnom « étoile d'argent ».

### Chanson
En 1987, la chanson en face B du premier 45 tours du groupe Simon et les Modanais s'intitule Au bar de l'edelweiss.